# Gutenberg! The Musical!
Gutenberg! The Musical! és un musical escrit i compost per Scott Brown i Anthony King. Brown i King van desenvolupar l'espectacle al Upright Citizens Brigade Theatre de la ciutat de Nova York, on es van reproduir versions al llarg de més d'un any. L'espectacle va formar part del Festival de Teatre Musical de Nova York de 2005 i, en una forma més final, del Festival de 2006, i es va estrenar al Jermyn Street Theatre de Londres el gener de 2006.
El musical va estrenar-se a l'Off-Broadway el 3 de desembre de 2006, dirigit per Alex Timbers, i va tancar el 6 de maig de 2007. Una producció de Broadway de 2023, també dirigida per Timbers, va estar protagonitzada per Josh Gad i Andrew Rannells.
La peça tracta de dos compositors de teatre seriosos però despistats, que presenten un musical molt inexacte sobre la vida de Johannes Gutenberg a possibles inversors.

## Trama
Bud Davenport i Doug Simon són els autors d'un musical sobre Johannes Gutenberg. En una audició d'un patrocinador, presenten l'espectacle a possibles productors de Broadway. Com que els autors de mínim talent i d'ulls estrellats no tenen un repartiment ni una orquestra, Bud i Doug interpreten tots els papers ells mateixos, portant barrets amb els noms dels personatges i canviant els barrets per indicar els diferents personatges. També utilitzen objectes senzills com a utillatge, com una caixa de cartró, llapis i una cadira. Com que la investigació de Bud i Doug sobre la vida de Gutenberg va consistir només en una cerca ràpida a Google, tenen poca informació sobre el seu tema i adopten un enfocament de ficció històrica, amb la qual cosa volen dir que acaben d'inventar coses.
En el seu musical, Gutenberg és un premsador de vi a la ciutat medieval alemanya de Schlimmer, un lloc alegre i feliç, tret que la ciutat és horriblement bruta i depriment, i ningú excepte Gutenberg pot llegir. Amb la intenció de salvar la gent del poble de la seva pròpia ignorància, Gutenberg converteix la seva premsa de vi en una impremta, aconseguint-ho en una nit. La seva bella però tènue ajudant Helvetica està enamorada d'ell, però Gutenberg no és conscient dels seus sentiments. Mentrestant, el dolent del programa, Monk, un monjo malvat que adora Satanàs, intenta mantenir viva la ignorància perquè pugui controlar la gent del poble mitjançant lectures inexactes de la Bíblia i busca destruir la impremta.
Malgrat la seva ineptitud, la interpretació optimista i enèrgica de Bud i Doug del seu espectacle llança els seus somnis, ja que se'ls adjudica un contracte de producció a Broadway.

## Produccions

### Estrenes de Nova York i Londres
L'espectacle es va produir originalment com un musical en un acte de 45 minuts, realitzat al Upright Citizens Brigade Theatre de la ciutat de Nova York pels seus creadors, Scott Brown i  Anthony King. També es va mostrar al Festival de Teatre Musical de Nova York de 2005. Aquestes primeres versions de l'espectacle van ser protagonitzades pels creadors i van ser dirigides per Charlie Todd i la música dirigida i acompanyada per Barry Wyner.
La versió completa de l'espectacle en dos actes es va estrenar al Jermyn Street Theatre de Londres el gener de 2006. Aquella producció va ser música dirigida i acompanyada per Michael Roulston i també protagonitzada per Brown i King.
Christopher Fitzgerald i Jeremy Shamos van interpretar Bud i Doug al Festival de Teatre Musical de Nova York de 2006. Aquella producció va ser dirigida per Dave Mowers i la música dirigida i acompanyada per Matt Castle; va guanyar premis al millor llibret i a la millor interpretació.
Una producció a l'Off-Broadway es va estrenar el 3 de desembre de 2006 als 59E59 Theaters del centre de la ciutat abans de traslladar-se a un altre lloc del centre el 16 de gener de 2007, l'Actors' Playhouse ara tancat. La producció va ser dirigida per Alex Timbers amb la direcció musical de TO Sterrett, i protagonitzada per Christopher Fitzgerald i Jeremy Shamos. Va tancar el 6 de maig de 2007. Va ser nominada a Millor Musical als Premis Lortel i Outer Critics Circle, i Millor Llibret i Millor Director d'un Musical als Premis Drama Desk. David Turner i Darren Goldstein van substituir el repartiment original.

### Regional i internacional (2007 – 2023)
La primera producció regional dels Estats Units va ser posada en escena per primera vegada per Plan-B Theatre Company a Salt Lake City, Utah, el novembre de 2007. Va ser dirigida per Jerry Rapier, coreografiada per Colleen Lewis, música dirigida per Jeffrey Price i protagonitzada per Kirt Bateman com Doug i Jay Perry com a Bud. La producció va ser nomenada Millor producció teatral per Salt Lake City Weekly , Millor obra teatral de Q Salt Lake i Millor comèdia per Deseret News. Aquesta producció va ser revisada el juny de 2011 com a contribució de la Plan-B Theatre Company a la sèrie Musicals on Main a l'Egyptian Theatre de Park City , Utah, amb el mateix director i repartiment. Al setembre de 2008, el musical es va tocar al Strawberry Theatre Workshop de Seattle, protagonitzat per Troy Fischnaller com Doug i MJ Sieber com Bud, amb l'acompanyament de piano de Don Darryl Rivera i dirigit per Greg Carter. Una ressenya al Seattle Weekly va dir: "El Doug de Fischnaller té una boca vertiginosa amb l'autofelicitació, i Sieber té un centelleig als ulls fins i tot mentre treballa en un estat suat de zel sense alè. Tots dos intèrprets s'esforcen febrilment per mantenir-se. El ritme del director Greg Carter per a l'espectacle: un ritme de caçador de cinc cops amb un Red Bull de principi a fi. Els frens estan completament desactivats en aquest cotxe de pallasso a gran velocitat de bromes interiors. El mes següent, va ser produït pel New Repertory Theatre a Watertown , Massachusetts, prop de Boston. Va ser dirigit i coreografiat per Stephen Nachamie, protagonitzat per Brendan McNab com Bud i Austin Ku com Doug. McNab i Ku van rebre crítiques uniformement positives ("McNab i Ku han treballat junts abans i això es veu en la seva química a l'escenari. El seu moment còmic és correcte, sobretot quan completen les frases de l'altre o comparteixen una abraçada que sembla continuar). Per sempre, tots dos homes també estan dotats de veus cantant meravelloses i fan que algunes de les cançons siguin millors del que són.")
El febrer de 2009 l'espectacle va fer el seu debut internacional al Seymour Center de Sydney, Austràlia. El maig de 2015, va tocar al Akteon Théâtre de París.El febrer de 2023, es va estrenar a la Sala Azarte de Madrid. Hoy Madrid va escriure: "L'adaptació i la direcció artística/musical de l'espectacle van ser a càrrec de Guillermo Sabariegos i Javier Chicharro, que van fer un treball excel·lent creant una producció aparentment senzilla però realment captivadora".

### Broadway 2023
La producció original de Broadway va començar les preestrenes el 15 de setembre de 2023 i es va obrir oficialment el 12 d'octubre com a tirada limitada que va jugar la seva darrera actuació el 28 de gener de 2024. Va ser dirigida per Timbers i protagonitzada per Josh Gad i Andrew Rannells, que anteriorment van protagonitzar junts The Book of Mormon. Els convidats van aparèixer en un cameo a l'escena final de l'espectacle com el productor que li dona a Bud i Doug el seu contracte a Broadway. Entre els convidats destacats hi havia Nathan Lane, Billy Crystal, Lin-Manuel Miranda, John Stamos, Josh Groban, Jordan Fisher, Marcia Gay Harden, Leslie Odom Jr., Lesley Stahl, Cynthia Erivo, Annaleigh Ashford, Ben Platt, Rory O'Malley, Eric Anderson, Richard Kind, Jonathan Groff, Ashley Park, Zachary Levi, Vanessa Williams, Sherri Shepherd, Dylan Mulvaney, Rachel Bloom, Jesse Tyler Ferguson, Patrick Wilson, Christopher Sieber, Brian d'Arcy James, Martin Short, Steve Martin, Patti LuPone, Gaten Matarazzo, Sara Bareilles, Victor Garber, Santino Fontana, Kristin Chenoweth, Idina Menzel, Alex Brightman, James Monroe Iglehart, Jake Gyllenhaal, Will Ferrell, Chuck Schumer, "Weird Al" Yankovic, Grant Gustin, Brooke Shields, Lance Bass, Aaron Tveit, Al Roker, Kerry Washington, The Tenderloins, Santa Claus, Kerry Butler, Anna Wintour, Anne Hathaway, Amy Sedaris, Lena Hall, Darren Criss, Hillary Clinton, Jane Krakowski, Marilu Henner, Ariana DeBose, Triumph the Insult Comic Dog i Robert Smigel, Steve Guttenberg, Jennifer Garner, Shoshana Bean, Rachel Brosnahan, J. Harrison Ghee, Alex Newell, Christian Slater, Evan Rachel Wood i Audra McDonald.
El maig de 2024, la producció va llançar una gravació de repartiment original amb Gad i Rannells, amb Mel Brooks fent el paper del productor de Broadway a la cançó final.

## Repartiments
| Personatge    | Londres      | Off-Broadway           | Broadway        |
| Personatge    | 2006         | 2006                   | 2023            |
| ------------- | ------------ | ---------------------- | --------------- |
| Bud Davenport | Scott Brown  | Christopher Fitzgerald | Josh Gad        |
| Doug Simon    | Anthony King | Jeremy Shamos          | Andrew Rannells |

## Números musicals
| Acte I - "Prologue/Schlimmer" - "I Can't Read" - "Haunted German Wood" - "The Press Song" - "I Can't Read (Reprise)" - "Biscuits" - "What's The Word?" - "Stop The Press" - "Tomorrow Is Tonight" | Acte II - "Second Prologue" - "Words, Words, Words" - "Monk With Me" - "Might As Well (Go To Hell)" - "Festival!" - "Finale" |

## Premis i nominacions

### Producció de l'Off-Broadway
| Any  | Premi                       | Categoria                            | Nominat                              | Resultat |
| ---- | --------------------------- | ------------------------------------ | ------------------------------------ | -------- |
| 2007 | Premis Outer Critics Circle | Millor nou musical de l'Off-Broadway | Millor nou musical de l'Off-Broadway | Nominat  |
| 2007 | Premis Lucille Lortel       | Musical destacat                     | Musical destacat                     | Nominat  |
| 2007 | Premis Drama Desk           | Llibret destacat d'un musical        | Anthony King i Scott Brown           | Nominat  |
| 2007 | Premis Drama Desk           | Director destacat d'un musical       | Alex Timbers                         | Nominat  |

### Producció de Broadway
Tot i que l'espectacle no s'havia presentat mai a Broadway, i malgrat la petició dels productors, el Comitè de Nominacions Tony va categoritzar la producció com un renaixement, per la qual cosa la va fer inelegible per als premis Tony en les categories de Millor banda sonora i Millor llibret . No obstant això, com que el musical ha estat nominat com a Millor revival d'un musical, Brown i King comparteixen la nominació amb els productors de l'espectacle.
| Any  | Premi             | Categoria                       | Resultat |
| ---- | ----------------- | ------------------------------- | -------- |
| 2024 | Premis Tony       | Millor Reestrena d'un Musical   | Nominat  |
| 2024 | Premis Drama Desk | Revival de musical més destacat | Nominat  |